# Nelisilmä
Nelisilmä è il secondo singolo tratto dal primo album di studio del duo rap finlandese JVG (al tempo Jare & VilleGalle), Mustaa kultaa, e pubblicato il 28 febbraio 2011 attraverso la Monsp Records. Il singolo è stato prodotto da DJPP e da Vakiosäätäjä e prevede la collaborazione del rapper Heikki Kuula. In più il brano è entrato nella classifica dei singoli più venduti, raggiungendo la diciassettesima posizione

## Video musicale
Durante il video, Jare & VilleGalle giocano ad alcuni videogiochi mentre il video descrive una vita tra realtà e gioco.

## Classifica
| Classifica           | Massima posizione |
| -------------------- | ----------------- |
| Finlandia            | 17                |
| Finlandia (download) | 17                |